# Örvényférgek

A füles planária (Dugesia gonocephala) fontosabb szervei:
Kehelyszem és alatta az agydúc (narancssárga)
Tapogató (kétoldalt)
A testen végigfutó hosszanti idegtörzsek és az összekötő harántidegek (narancssárga)
Szájnyílás (a test hátsó felében) és utána az egyenes garat (citromsárga)
Középbél (citromsárga, kétoldalt szétterjedő)
A középbél hátranyúló ága (citromsárga, kétoldalt)

Az örvényférgek (Turbellaria) a valódi szövetes állatok (Eumetazoa) közé tartozó ősszájúak (Protostomia) kládjában a laposférgek (Platyhelminthes) egyik altörzse mintegy 6500 ismert fajjal. Magyar nevüket a hasi oldal csillós hámjának örvénykeltő hatásáról kapták. Tudományos nevük viszont onnan ered, hogy ebben a hámban (epidermisz) — a rend tagjainak kivételével — nyálkapálcák (rhabditok) vannak. az ezekből kilövellhető nyálka egységes rétegként borítja be a hámot, és mind a zsákmányszerzéshez, mind védekezésre eredményesen használható.

## Származásuk, elterjedésük
Testvércsoportjuk a lánctelepes féregszerűeké (Catenulida). Harmadik altörzsnek hagyományosan a módosult kültakarójú laposférgeket (Neodermata) tekintik. Ez a felosztás kladisztikailag helytelen, mivel a Neodermata az örvényférgekből leszármazott csoport, praktikus szempontból azonban igen kényelmes.
Az egész világon megtalálhatók.
Az Acoela és a Nemertodermata rendeket egyesek az Acoelomorpha törzsbe helyezik.

## Megjelenésük, felépítésük
Légzésük diffúz, tehát az oxigént egész testfelületükön veszik fel. A hámsejtek csillóinak két gyökérnyúlványa van, a kaudális és a rosztrális (Állatrendszertan).
A bomlásterméket és a felesleges vizet elővesécskéjük választja ki. A lángzósejtekből a bomlástermékeket az állat testében futó csőrendszer vezeti ki a testfelszínre. Központosított dúcidegrendszerük központja, a fejrészen 1 pár agydúc. Az idegkötegeket az axonok hozzák létre.
Méretük változatos az 1 mm-nél is kisebbektől a több tucat centiméteresekig úgy, hogy többségük 1 cm-nél kisebb. Testük rendszerint lapított, ovális vagy levél alakú. Epidermiszük csillós, a levezetett csoportok hámsejtjei gyakran sokcsillósak.
Emésztőrendszerük egynyílású, többnyire gazdagon elágazó. Szájuk rendszerint (de nem mindig) hasuk középtáján nyílik. Garatjuk egyszerű (pharynx simplex) vagy összetett (pharynx compositus) típusú; felépítése fontos rendszertani bélyeg. Fontos jellemzőjük, hogy a legtöbb faj garatja a szájnyíláson kiölthető. Középbelük egyszerű vagy elágazó, utóbbi esetben számos vakbélszerű mellékággal (diverticulum). Ezek a perifériákon összeolvadhatnak, ilyenkor egyfajta hálózatot alkotnak (például a Polycladida rend fajaiban). Az elágazó középbél egyrészt megnöveli az emésztő- és felszívó felületet, másrészt a tápanyagelosztásban is szerepet játszik, mint béledényrendszer (gasztrovaszkuláris rendszer).
A belső élősködő (endoparazita) fajoknál (például a Fecampiida rend fajaiban) a garat és a középbél hiányzik. Egyesek (pl. Haplopharyngida, Kalyptorhynchia) táplálékszerzését a szájnyílástól és a garattól független, kiölthető ormány (proboscis) segíti.
Látószerveik pigmentkehely típusúak; az ilyen szem elsődlegesen a fény erősségét és irányát képes érzékelni.
Hímnősek.
Petesejtjeik ősileg endolecitálisak, de a levezetett csoportokban ektolecitálissá válnak.

## Életmódjuk, élőhelyük
Elsődlegesen (és többnyire) szabadon élők, de lehetnek kommenzalisták vagy élősködők is (például az egyenesbelű örvényféregalakúak (Rhabdocoela) rendjének sok faja). Többségük tengeriek vagy édesvízi, de vannak szárazföldi fajaik is. A vízben élők főleg aljzatlakók (bentikusak).
Többségük ragadozó vagy dögevő, csupán a legkisebb (legfeljebb 3 milliméteres) fajok mikrofágok — ezek baktériumokat és szerves törmeléket (detrituszt) fogyasztanak. A néhány növényevő faj mikroalgákon él.
A ragadozók főleg ostoros- és kovamoszatokkal táplálkoznak. A zsákmányállatok mérete a garat kiképzéséhez igazodik. Zsákmányukat vagy egészben nyelik le és utána emésztik, vagy emésztő enzimeket bocsátanak rá, és az elfolyósított szöveteket szívják fel. Egyes fajok a zsákmányt párzószervükkel döfik le (egyes fajok egyúttal mérget is fecskendeznek bele), mások kiölthető ormányukkal ragadják azt meg.
Sokan — például a planáriák (Planariidae)  jól regenerálódnak.

### Szaporodásuk
A kontinentális (édesvízi, illetve szárazföldi) fajok gyakran ivartalanul (aszexuálisan) szaporodnak, méghozzá
- többnyire (így például valamennyi lánctelepes féreg) harántirányú kettéosztódással,
- ritkábban (pl. a hármasbelű örvényféregalakúak közé tartozó Phagocata nem fajai)

fragmentációval.
Megtermékenyített petéiket gyakran petecsomóban (kokonban) rakják le.
Egyedfejlődésük többnyire közvetlen, csak a tengeri ágasbelű örvényférgek (Polycladida) fajai közt fordulnak elő lárvaalakok (Müller-vagy Götte-féle lárvák).

## Rendszertani felosztásuk
Az altörzset két osztályra bontják.
- Lánctelepes féregszerűek osztálya  (Catenulida) egy renddel:
  - Lánctelepes férgek (Catenulidea)
- Valódi örvényférgek osztálya (Rhabditophora) egy főosztály (Neodermata) tíz rendjével
  -     - Hidrafaló örvényféregalakúak rendje (Macrostomida)
    - Ágasbelű örvényféregalakúak rendje (Polycladida)
    - Egyenesbelű örvényféregalakúak rendje (Rhabdocoela)
    - Hármasbelű örvényféregalakúak rendje (Tricladida)